# Thomas Jahn
Thomas Jahn (Hückelhoven, Hilfarth, 9 de juliol de 1965) és un director de cinema, guionista, director de fotografia i productor de cinema alemany. Es va donar a conèixer a través de la pel·lícula Knockin' on Heaven's Door.

## Biografia
Thomas Jahn va fer el seu servei militar el 1990/91 a Budel/Països Baixos on hi va rodar un documental sobre el servei militar. Jahn va treballar com a taxista quan es va acostar a Til Schweiger sobre el seu paper a L'home desitjat en una llibreria de Colònia. Després que Jahn expliqués que ell mateix escriuria els guions, Schweiger li va demanar que li enviés un guió, cosa que Jahn va fer. El primer guió que li va enviar Jahn es deia "Somni americà". Més tard, Jahn li va enviar el guió de Knockin' on Heaven's Door. Til Schweiger va acceptar participar en la producció de la pel·lícula i es va assegurar que Jahn pogués dirigir, tot i que encara no havia adquirit cap experiència professional.
A causa de l'estil de Knockin' on Heaven's Door, alguns mitjans van declarar que Jahn era el Quentin Tarantino alemany. No obstant això, amb el seu segon llargmetratge Kai Rabe gegen die Vatikankiller, que va ser un fracàs. El seu tercer llargmetratge, Auf Herz und Nieren, tampoc va ser ben rebut pel públic.
Jahn treballa a la televisió des de fa diversos anys, on, entre altres coses, va rodar alguns episodis de Tatorte i dues pel·lícules per a la sèrie Sperling a ZDF. . El 2015, Jahn va rodar la pel·lícula SAT1- Einstein com a director i càmera i des del 2017 la sèrie resultant.
Jahn va llançar la versió alemanya de la sèrie belga "Professor T" per a ZDF. Professor T. entra a la seva tercera temporada el 2018/19, de la qual Thomas Jahn no sols és responsable de la càmera i la direcció, sinó que també escriu els guions per primera vegada.
Thomas Jahn també treballa com a productor amb la seva empresa HAT-Productions.

## Filmografia

### Cinema
- 1997: Knockin’ on Heaven’s Door
- 1998: Kai Rabe gegen die Vatikankiller
- 2001: Auf Herz und Nieren

### Televisió
- 1998: Herzbeben
- 2004: Sperling – Sperling und die letzte Chance
- 2004–2006: Balko (set episodis)
- 2005: Der Dicke (set episodis)
- 2005: Sperling – Sperling und der Fall Wachutka
- 2007: Tatort – Engel der Nacht
- 2007–2010: Der Kriminalist (neun Folgen)
- 2008: 80 Minutes
- 2008: The Lost Samaritan
- 2009: The Boxer
- 2011: Einsatz in Hamburg – Der Tote an der Elbe
- 2013: Tatort – Schwarzer Afghane
- 2015: Einstein
- 2015: Nur nicht aufregen!
- seit 2017: Einstein (Fernsehserie)
- 2017–2020: Professor T. (sèrie de televisió)

## Premis
Knockin' on Heaven's Door va guanyar el Premi Gran Angular a la Millor Pel·lícula al XXX Festival Internacional de Cinema Fantàstic de Catalunya de 1997,> i el Premi del Públic i el Gran Premi al Festival Internacional de Cinema d'Acció i Aventura de Valenciennes 1998. La pel·lícula també es va presentar al 20è Festival Internacional de Cinema de Moscou.